# Cristóbal Portocarrero Osorio y Luna
Cristóbal Portocarrero Osorio y Luna (Madrid, 16 de mayo de 1598-1658), noble y militar español que fue III conde del Montijo.

## Biografía
Nació en Madrid el 16 de mayo de 1598 y fue bautizado en la parroquia de San Pedro el día 22 del mismo mes por el licenciado Pedrosa, cura de la dicha iglesia, siendo sus padrinos Juan Ruiz de la Concha y Sor Inés de la Trinidad. Fue caballero de la Orden de Alcántara, desde el 16 de julio de 1604, así como gentilhombre de cámara de Felipe IV sin ejercicio.
Estuvo casi cuarenta años al frente de la Guardia de los Cien Continuos y sirvió en la primera rebelión de Portugal, cuando por quince días sustentó a su costa a la caballería que llegaba a la frontera. En 1640 se le confirió el mando del Tercio de la Nobleza Castellana y marchó hacia Aragón. Allí sirvió a su costa, junto a su hijo mayor, unos dieciocho meses. El 18 de octubre de 1642 fue nombrado gobernador de toda la caballería del ejército de Extremadura. Defendió la villa de Montijo ante el ataque portugués el 18 de abril de 1644, comportamiento que fue alabado por el monarca Felipe IV en un carta del 17 de mayo del mismo año: «en esto haveis obrado conforme á vuestras obligaciones, y quedo con atención á este servicio, para haceros la merced que por él y por los demás que me aveis hecho, mereceis». Poco después su villa de La Puebla fue incendiada y él debió encargarse de su repoblación. Asimismo, hizo un donativo a las arcas reales de 30 000 ducados y perdió 20 000 ducados de renta cada año de los veintiuno que duró la guerra con Portugal.
El 18 de junio de 1644 el monarca le ordenó expresamente que no lo siguiese ni acudiese en su busca en la campaña de Cataluña. Gozando de la confianza regia, el 24 de diciembre de 1648 se le comunicó la instrucción reservada acerca de los tratos secretos de paz con el rey portugués.
El 1 de julio de 1640, ante el escribano real Benito Castro, había dado poder para testar en su nombre a su esposa Ana de Luna y Enríquez, a quien nombró su testamentaria junto a sus hijos Cristóbal Porcotarrero, Antonia Portocarrero y Luna y su esposo (el marqués de Algaba) y el religioso agustino Tomás de Paredes.

## Matrimonio y descendencia
Casó con Ana de Luna y Enríquez, II condesa de Fuentidueña, II marquesa de Valderrábano, señora de Huétor Tájar, del Carrascal y de Castrojimeno, que nació en 1595 y falleció el 17 de noviembre de 1658. Era hija de Antonio de Luna y Enríquez, I conde de Fuentidueña, y su primera esposa María, menina de la emperatriz y dama de la reina.
De este matrimonio nacieron:
- Cristóbal Portocarrero, que sucedió como IV conde de Montijo y marqués de Valderrábano.[6]
- Antonio de Luna Portocarrero, que fue señor de las villas del Carrascal y Castrojimeno.[6]
- Pedro Portocarrero, fraile de la Orden de San Agustín.[6]
- Álvaro de Luna Portocarrero, bautizado el 20 de mayo de 1621, que fue colegial del Mayor de Cuenca, maestre de campo del ejército extremeño, general de la artillería de Extremadura y de los Reales Ejércitos, gobernador de las plazas de Olivenza y de Arroches en Portugal etc.[6]
- Alonso Portocarrero de Luna, bautizado el 19 de marzo de 1623, que fue colegial mayor de Cuencia, inquisidor de Toledo y canónigo de esta iglesia.[6]
- Juan Portocarrero de Luna, nacido el 11 de mayo de 1637 y muerto a corta edad.[6]
- Antonia Portocarrero y Luna, nacida en 1616 y casada en 1635 con Luis Francisco Ramírez de Guzmán y Córdoba, IV marqués de la Algaba, V marqués de Ardales, VI conde de Teba.[6]
- Juana Portocarrero, que fue religiosa.[6]
- Isabel Portocarrero y Luna, bautizada el 18 de mayo de 1627, que casó con Manuel de los Cobos y Luna, II duque de Sabiote, IV marqués de Camarasa, X conde de Rivadavia, IV conde de Ricla, VIII conde de Castrojeriz etc.[7]